# Stanisław Świerczkowski
Stanisław Świerczkowski   (Toruń, 16 de juliol de 1932 - Hobart, 30 de setembre de 2015) va ser un matemàtic i filòsof polonès.

## Vida i Obra
Va néixer a Toruń i va tenir una escolarització complicada durant l'ocupació polonesa de la Segona Guerra Mundial. El seu pare, un aristòcrata i militar polonès, va ser executat poc després d'iniciada la guerra a la massacre de Katin. La seva mare, d'ancestres alemanys, va aconseguir mantenir la plaça de professora de nois alemanys, però aquesta situació tan profitosa durant l'ocupació alemanya, es va convertir en un problema en cabar la guerra, quan es perseguia als simpatitzants pro-germànics. El 1950 va acabar els estudis secundaris amb bones notes i això li va permetre accedir a la universitat.
Va estudiar a la universitat de Breslau, en la qual va demostrar una conjectura de Steinhaus que avui es coneix com teorema de tres distàncies, també demostrat simultània i independentment per Vera Sós. A continuació, va aconseguir una beca per estudiar al Regne Unit i va estar tres cursos a les universitats de Dundee i de Glassgow. El seu retorn a Polònia va ser breu: el temps per presentar la seva tesi doctoral el 1961 i començar a preparar la seva marxa definitiva del país, ja que no simpatitzava amb el règim comunista imperant al país.
El 1961 va tornar a Glasgow, des d'on va passar a la universitat de Sussex el 1963 i, després d'un curs sabàtic a l'Institut d'Estudis Avançats de Princeton (1965-66), l'any 1968 va marxar a Austràlia on, a més de treballar per l'institut de recerca de Canberra es va dedicar intensament a l'alpinisme. El 1971 va ser contractat per la Queen's University de Kingston (Ontario) al Canadà, però el 1973 ho abandona tot, decideix construir-se un iot anomenat Ananda, i sobreviu de mala forma a Amsterdam, on entra en contacte en grups d'amants de la filosofia hindú. Quan el iot va ser acabat, es va llençar a navegar pel món, allunyat dels cercles acadèmics durant tretze anys.
El 1986 va retornar a la docència en ser contractat per la recentment creada universitat Sultà Qabus d'Oman. El 1997 va ser acomiadat pel nou rector de la universitat, i va retornar breument a Polònia, per instal·lar-se després a Boulder (Colorado), on residia el seu amic i col·lega de la universitat, Jan Mycielski, i on va ser contractat com professor visitant per la seva universitat. El 2011 va deixar Colorado per anar a viure a Tasmània, on va sobreviure molt humilment fins a la seva mort el 2014.
A part del teorema de tres distàncies, abans esmentat, Świerczkowski és recordat pels seus treballs sobre mesurabilitat de Lebesque (conjuntament amb Jan Mycielski) i sobre el teorema d'incompletesa de Gödel fent una nova demostració basada en conjunts hereditàriament finits.